# 南芬駅
南芬駅（なんふんえき）は中華人民共和国遼寧省本渓市南芬区にある、中国鉄路総公司（CR）瀋丹線の駅。1905年に開業。瀋陽駅から109km、丹東駅から150kmの位置にある。瀋陽鉄道局所属の三等駅に設定されている。

## 駅周辺
- 本渓市第十九中学
- 南山小学
- 本渓市南芬区教育局
- 双興泉浴池
- 金来順酒店
- 本渓市南芬区政府

## 隣の駅
中国国鉄
瀋丹線
金坑駅 - 南芬駅 - 下馬塘駅